# 布坎南鎮區 (愛荷華州佩奇縣)
布坎南鎮區（英語：Buchanan Township）是位於美國愛荷華州佩奇縣的一個行政鎮區。

## 地方資料
根據2010年美國人口普查的數據，布坎南鎮區的面積為81.84平方千米，當中陸地面積為81.56平方千米，而水域面積為0.28平方千米。當地共有人口269人，而人口密度為每平方千米3.29人。